# Показник сталості
Показник сталості — показник, що вживається в зооценології i екології для опису (характеристики) біоценозів (зокрема зооценозів).
Сталість відображає ступінь присутності даного виду в межах даного біоценозу.
{\displaystyle C=200na/N}
де: C — сталість даного виду, na — кількість проб, що містять даний вид, N — кількість проб в досліджуваній серії.
А. Жуєцькі (А. Szujecki) запропонував іншу міру сталості:
{\displaystyle C=(q/Q)100\%}
де: C — сталість;
q — кількість проб, де зустрічається аналізований вид;
Q — кількість усіх проб.
Незважаючи на однакову назву означені підходи відрізняються одержаними значеннями. Підхід Трояна подає значення показника вдвічі більші (поминувши перерахунок у відсотки), і коливається у межах 0-2. Підхід Жуєцького (як і Kasprzak i Niedbała, 1981) подає результати в процентах, де сталість коливається у межах від 0 до 100%. Вважається, що підхід Жуєцького є більш коректним і саме його рекомендується вживати.
У фітосоціологіних дослідженнях як основи для обчислення показника сталості вимагається взяття як мінімум 10 фітосоціологіних виборок. У зоосоціологічних дослідженнях, як правило, відбираються більші серії проб (Trojan, 1980).
Три чинники можуть впливати на величину показника сталості: 1) чисельність виду в біоценозі (чим вища чисельність, тим вищою звичайно є сталість), 2) вимоги до умов навколишнього середовища (види з ширшою екологічною валентністю будуть зазвичай мати вищий показник сталості), 3) характер розміщення (агреговане, випадкове тощо).
Тип сталості можна аналізувати на основі оцінки частоти, зокрема шкали В. Тишлера (W. Tichler):
- випадкові види (частота 0-25%),
- акцесорні види (26-50%),
- сталі види (51-75%),
- абсолютно сталі види (вище 75%).

Kasprzak i Niedbała (1981) при дослідженнях фауни ґрунту застосовують інший поділ:
- C1 — акциденти (<15,00%).
- C2 —  акцесорні види (15,00-30,00%),
- C3 — субконстанти (30,01-50,00%),
- C4 —  константи (50,01-75,00%),
- C5 — евконстанти (>75,00%),

## Ресурси Інтернету
- Czachorowski S., 2004. Opisywanie biocenozy — zoocenologia, skrypt elektroniczny dla magistrantów. Стаття доступна у форматі PDF [Архівовано 3 жовтня 2013 у Wayback Machine.]

## Виноски
1. ↑   Trojan P. Ekologia ogólna. — Warszawa: Państwowe Wydawnictwo Naukowe, 1980–418 s.
2. ↑   Szujecki A. Ekologia owadów leśnych. — Warszawa: Państwowe Wydawnictwo Naukowe, 1983. — 604 s.
3. ↑   Niedbała W., Kasprzak K. Metody opracowania materiału w badaniach ilościowych // Metody badań w zoologii gleby. — PWRiL, 1981. — S. 397–416.
4. ↑   Tischler W. Grundzüge der terrestrischen Tierökologie. — Braunschweig: Vieweg & Sohn, 1949. — 220 S.